# Liam Bridcutt
Liam Robert Bridcutt, född 8 maj 1989, är en engelskfödd skotsk fotbollsspelare (mittfältare) som spelar för Lincoln City och tidvis det skotska landslaget.

## Karriär
Bridcutt tillhörde som ungdom Chelsea under tre säsonger, som han huvudsakligen tillbringade på lån. 2010 värvades han av Brighton. Han blev kvar i klubben under fyra säsonger och var bland annat med och vann League One 2010/2011. 
2014 gick Bridcutt till Sunderland, som efter en säsong lånade ut honom till Leeds United. Sommaren 2016 gjorde övergången till Leeds permanent och han var lagkapten under säsongen 2016/2017. I augusti 2017 valde Leeds under nye managern Thomas Christiansen att sälja Bridcutt till Nottingham Forest.
Den 2 september 2019 lånades Bridcutt ut till Bolton Wanderers på ett låneavtal fram till januari 2020. Den 31 januari 2020 lånades Bridcutt ut till Lincoln City på ett låneavtal över resten av säsongen 2019/2020. Den 7 augusti 2020 blev det klart med en permanent övergång till Lincoln City för Bridcutt.